# Estilo livre (natação)

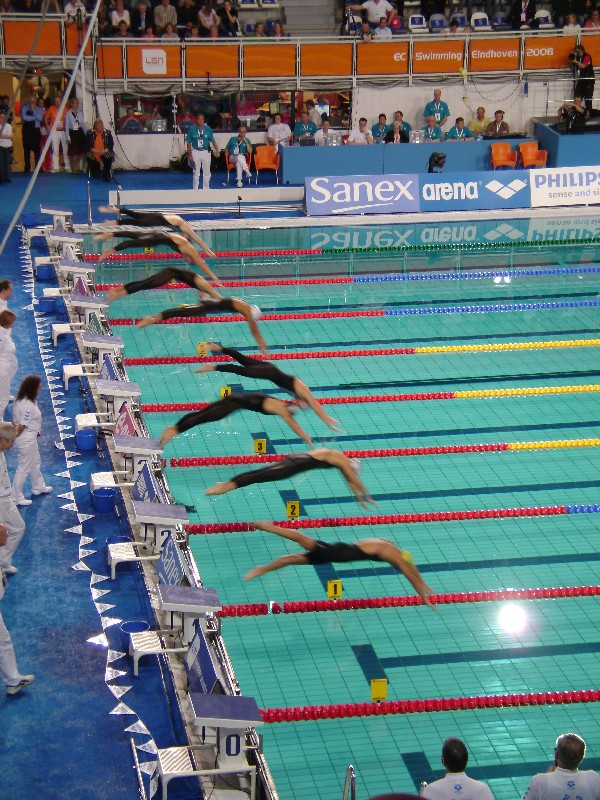
Início dos 400 m livres femininos no Campeonato Europeu de 2008

Freestyle ou estilo livre é uma categoria da natação, definida pelas regras da Federação de Natação (FN), onde os competidores estão sujeitos a uma série de restrições limitadas  em sua braçada . O nado livre é a modalidade mais comum de todas as competições de natação, com distâncias entre 50 metros (55 yd) e 1 500 metros (1 600 yd),  também conhecida como milha. O termo 'nado livre' às vezes é usado como sinônimo de ' crawl ',  já que o crawl é a braçada de natação de superfície mais rápida.  Agora é o golpe mais comum usado em competições de estilo livre. 
As primeiras Olimpíadas realizaram eventos de natação em águas abertas, mas depois de algumas Olimpíadas, foi introduzida a natação em águas fechadas. O Nado livre foi o primeiro evento introduzido.

## Técnica
O Nado Livre envolve o uso simultâneo das pernas e braços na natação competitiva, a menos que seja uma prova de Medley Individual ou Revezamento Medley. Normalmente, os nadadores optam pelo estilo crawl devido à sua eficiência em termos de velocidade. Durante o nado crawl, o atleta realiza uma rotação alternada dos braços para a frente, enquanto os pés movem-se para cima e para baixo. Em eventos individuais de nado livre, os nadadores também têm a opção de utilizar um dos estilos oficialmente regulamentados (peito, borboleta ou costas). Contudo, nas competições de Medley, a parte de nado livre não permite o uso dos estilos peito, borboleta ou costas.
O rastreamento frontal, a base do estilo livre, foi aprimorado por Richmond Cavill de Sydney, Austrália. Ele observou e desenvolveu esse estilo ao observar um jovem das Ilhas Salomão chamado Alick Wickham. Richmond Cavill e seus irmãos contribuíram para disseminar o crawl australiano pela Inglaterra, Nova Zelândia e América, estabelecendo o estilo livre usado em todo o mundo atualmente.
Nas competições de natação nas Olimpíadas, o estilo crawl é praticamente o único utilizado no nado livre. Existem algumas regras rígidas, como a necessidade de tocar na extremidade da piscina em cada volta e a proibição de empurrar o fundo da piscina, pendurar-se na parede ou puxar as linhas divisórias durante a corrida. No entanto, fora essas diretrizes, os nadadores têm a liberdade de utilizar qualquer forma ou variação de braçada que desejarem na prova. Como em todos os eventos competitivos, falsas largadas podem levar à desqualificação do nadador. 

## Novos desenvolvimentos no esporte
Os tempos têm diminuído consistentemente ao longo dos anos devido às melhores técnicas de treinamento e aos novos desenvolvimentos no esporte.
Nas primeiras quatro edições dos Jogos Olímpicos, as competições de natação não ocorreram em piscinas, mas sim em águas abertas (1896 – Mediterrâneo, 1900 – rio Sena, 1904 – lago artificial, 1906 – Mediterrâneo). Na Olimpíada de 1904, a corrida de estilo livre foi a única medida em 100 jardas, ao invés dos habituais 100 metros. Foi somente nas Olimpíadas de 1908 que uma piscina de 100 metros foi construída, localizada no centro do oval de atletismo do principal estádio. Um marco nas Olimpíadas ocorreu em 1912, quando os jogos foram realizados no porto de Estocolmo, marcando o início do uso da cronometragem eletrônica.
Até a década de 1940, os nadadores do sexo masculino utilizavam trajes de banho completos, os quais, em comparação com os trajes modernos, criavam uma resistência maior na água. Com o passar dos anos, várias considerações de design foram implementadas para minimizar a resistência na natação, tornando as piscinas mais rápidas. Estas considerações incluem a manutenção da profundidade adequada da piscina, a eliminação de correntes, o aumento da largura das raias, a incorporação de linhas e calhas absorventes de energia nas raias, bem como a aplicação de sistemas hidráulicos inovadores, além de projetos de iluminação e acústica.
As Olimpíadas de 1924 foram as primeiras a usar a piscina padrão de 50 metros com pistas marcadas. Nas provas de estilo livre, os nadadores originalmente mergulhavam das paredes da piscina, mas os blocos de mergulho acabaram sendo incorporados nas Olimpíadas de 1936 . O flip turn foi desenvolvido na década de 1950, resultando em tempos mais rápidos. O projeto da pista criado no início da década de 1970 também reduziu a turbulência na água, auxiliando na piscina mais dinâmica usada hoje.

## Regras e regulamentos
Estilo livre refere-se a "qualquer estilo" na natação individual e a qualquer estilo, com a exceção do nado peito, borboleta ou costas, em competições de medley individual e revezamento medley. Deve-se tocar na parede após cada percurso e no final da prova. Em todos os momentos, pelo menos uma parte do nadador deve permanecer acima da superfície da água, com exceção dos primeiros 15 metros após a largada e após cada virada. Essa regra foi implementada (consulte a História da Natação) para evitar que os nadadores se beneficiassem do uso de técnicas subaquáticas mais rápidas, como o chute de peixe, ou que nadassem voltas inteiras debaixo d'água. As regulamentações precisas da FINA incluem o seguinte:
- Estilo livre significa que em uma prova assim designada o nadador pode nadar qualquer estilo, exceto em provas medley individual ou revezamento medley, estilo livre significa qualquer estilo que não seja costas, peito ou borboleta.
- Alguma parte do nadador deve tocar a parede ao completar cada percurso e na chegada
- Alguma parte do nadador deve romper a superfície da água durante a corrida, exceto que será permitido ao nadador ficar completamente submerso durante a virada e por uma distância não superior a 15 metros após a largada e cada virada. A essa altura a cabeça deve ter rompido a superfície. [7]

## Competições

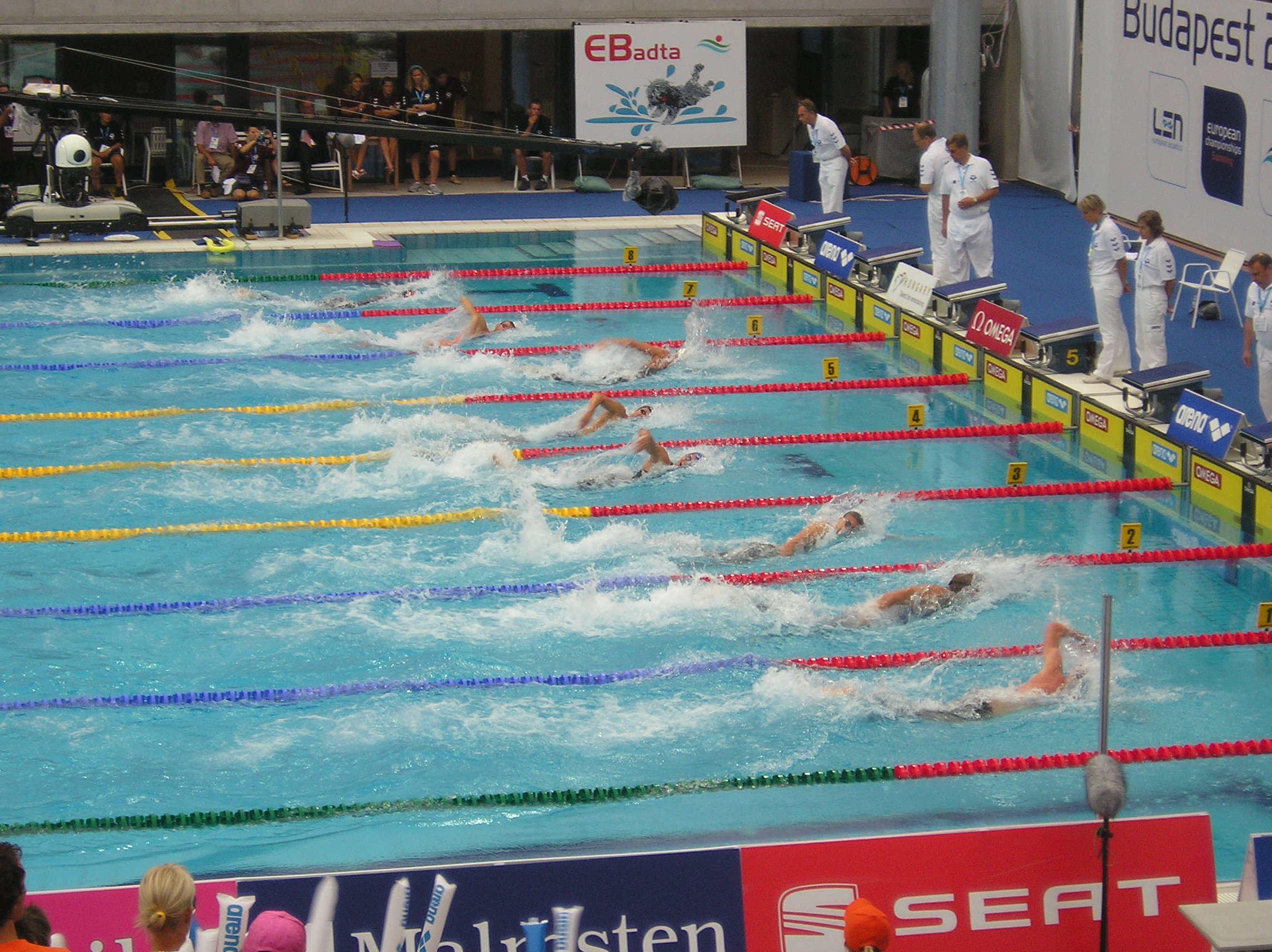
100 m livre masculino na Euro 2006

São nove competições utilizadas na natação estilo livre, ambas em piscina de tempo longo (50 metros) ou de tempo curto (25 metros). Os Estados Unidos também empregam jardas de curta duração (piscina de 25 jardas). Nos Estados Unidos, é comum os nadadores competirem em uma piscina de 25 jardas durante o outono, inverno e primavera, e depois mudarem para um formato de piscina de 50 metros durante o verão.
- 50 m livre (50 jardas para jardas curtas)
- 100 m livre (100 jardas para jardas curtas)
- 200 m livres (200 jardas para jardas curtas)
- 400 m livre (500 jardas para jardas curtas)
- 800 m livre (1000 jardas para jardas curtas)
- 1.500 m livres (1.650 jardas para jardas curtas)
- Revezamento 4x50 m livre (4 x 50 jardas para jardas curtas)
- Revezamento 4 × 100 m livre (4 x 100 jardas para jardas curtas)
- Revezamento 4 × 200 m livre (4 x 200 jardas para jardas curtas)

Os nadadores jovens (normalmente com 8 anos ou menos) têm a opção de nadar uma prova de estilo livre de 25 jardas/metros.
O estilo livre também faz parte do medley nas seguintes distâncias:
- 100 m medley individual (somente piscina curta de 25 m)
- 200 m medley individual (200 jardas medley individual em jardas curtas)
- 400 m medley individual (400 jardas medley individual em jardas curtas)
- Revezamento medley 4 x 100 m (revezamento medley 4 x 100 jardas em jardas curtas)
- Revezamento medley 4 x 200 m (revezamento medley 4 x 200 jardas em jardas curtas)

Nas provas de longa distância dos 800 and 1 500 metros (870 and 1 600 yd), alguns eventos organizados pela FINA (incluindo as Olimpíadas) possuem apenas a distância de 800 metros (870 yd) para mulheres e a distância de 1 500 metros (1 600 yd) para homens. No entanto, a FINA mantém recordes na distância 1 500 metros (1 600 yd) para mulheres e na distância 800 metros (870 yd) para homens, e os Campeonatos Mundiais da FINA, assim como muitas outras competições, têm ambas as distâncias para ambos os sexos. 

## Campeões olímpicos ou mundiais de percurso longo em estilo livre

### Mulheres
Predefinição:Footer World LC Champions 50m Freestyle Women